# 666: The Beast
666: The Beast is een Amerikaanse film uit 2007 van The Asylum met Chad Mathews.

## Verhaal
Donald Lawson, het duivelskind uit 666: The Child is inmiddels volwassen en vastberaden om zijn rol als Antichrist te vervullen.

## Rolverdeling
| Acteur          | Personage           |
| --------------- | ------------------- |
| Chad Mathews    | Donald Lawson       |
| Makinna Ridgway | Kate / Sarah        |
| Alma Grey       | Sydonai             |
| Amol Shah       | Ashmed Chammadai    |
| Collin Brock    | Pastoor Deacon Cain |